# Онега, Даниэль
Даниэ́ль Херма́н Оне́га (исп. Daniel Germán Onega; 17 марта 1945, Лас-Парехас, департамент Бельграно, провинция Санта-Фе) — аргентинский футболист, нападающий. Самый результативный аргентинский бомбардир в истории Кубка Либертадорес.

## Биография
Даниэль Онега — воспитанник школы «Ривер Плейта». В основном составе «миллионеров» дебютировал в 1965 году. В 1966 году помог своей команде впервые выйти в финал Кубка Либертадорес. Даниэль отметился в том розыгрыше 17 забитыми голами, став лучшим бомбардиром турнира. В финале «Ривер» играл против уругвайского «Пеньяроля». После поражения 0:2 в Монтевидео, в ответной встрече аргентинцы сумели обыграть соперников со счётом 3:2 — Даниэль отметился первым забитым голом своей команды (который позволил сравнять счёт), а победный мяч оказался на счету его старшего брата Эрминдо Онеги. Был назначен дополнительный матч, в котором «Пеньяроль» оказался сильнее 4:2 (в дополнительное время), а первый гол у «Ривер Плейта» также забил Даниэль Онега.

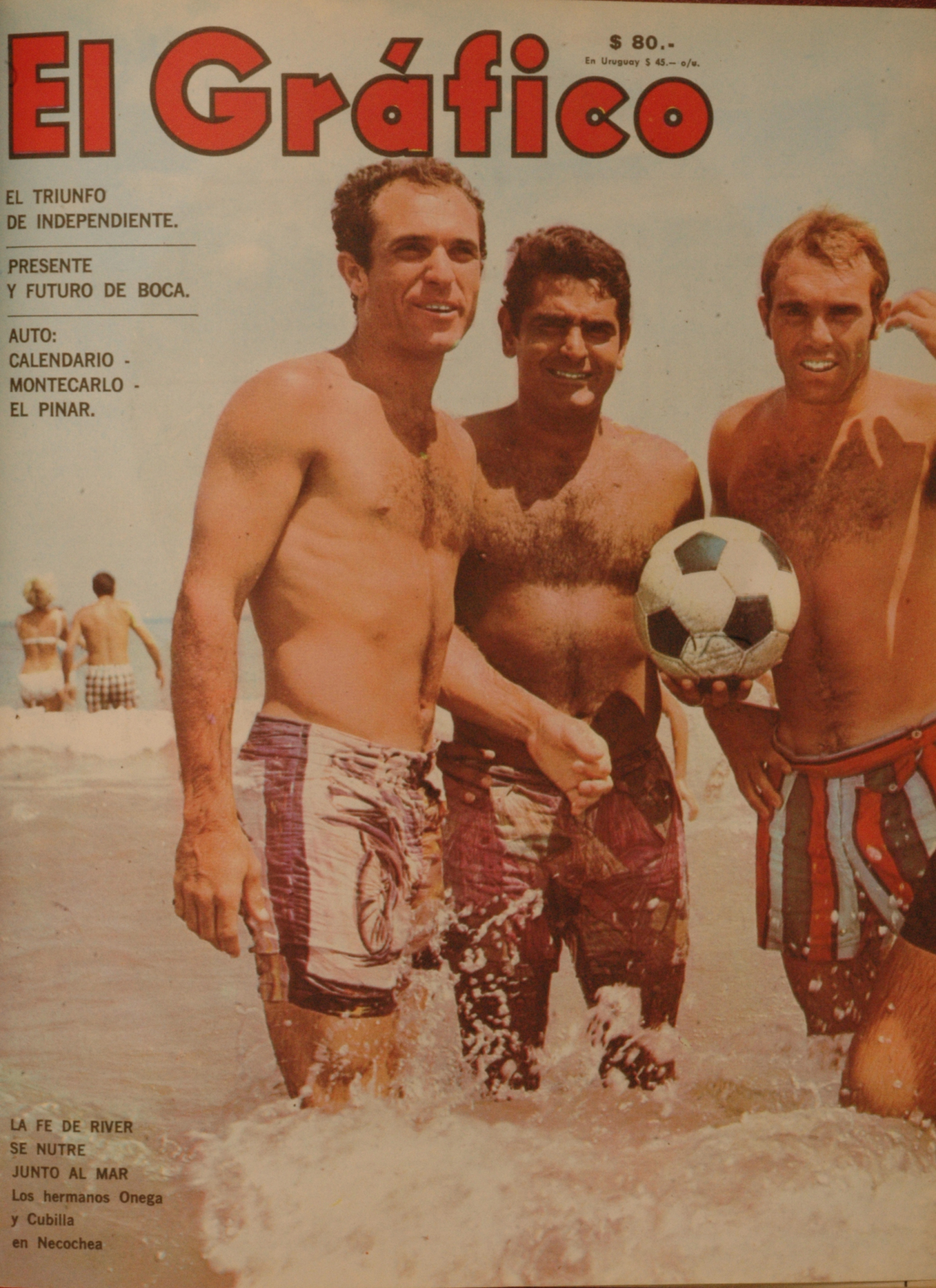
Братья Даниэль и Эрминдо Онега, а также Луис Кубилья. 1968 год.

Семнадцать забитых голов в рамках одного розыгрыша Кубка Либертадорес, забитые Онегой, до настоящего времени являются рекордным показателем. Всего же с 1966 по 1970 год «Призрак» забил в Кубке Либертадорес 31 мяч, что является лучшим показателем среди аргентинских футболистов и четвёртым — среди всех лучших бомбардиров в истории турнира.
С «Ривер Плейтом» Даниэль Онега семь раз становился вторым в чемпионате Аргентины, но так и не выиграл ни одного трофея. В 1972 году успешно выступал за «Расинг» из Авельянеды, и вновь помог своей команде финишировать второй в чемпионате Метрополитано. После краткосрочного возвращения в «Ривер» Онега отправился в Испанию, где до 1977 года играл за «Кордову». Завершил карьеру футболиста в 1978 году в «Мильонариосе». Именно здесь он сумел, наконец, выиграть трофей, став чемпионом Колумбии.
С 1966 по 1972 год Даниэль Онега выступал за сборную Аргентины. Однако в 14 матчах за «альбиселесте» он не смог забить ни одного гола. В 1969 году принимал участие в трёх отборочных матчах к чемпионату мира 1970 года.
Старший брат Даниэля, Эрминдо Онега (1940—1979), также значительную часть карьеры провёл в «Ривер Плейте», а в составе сборной Аргентины в 1966 году принял участие в чемпионате мира в Англии. Эрминдо погиб в автокатастрофе в возрасте 39 лет.
В 1975 году братья Онега, совместно с братьями Хорхе и Эдуардо Солари, создали клуб «Ренато Чезарини», названный в честь знаменитого футболиста 1920—1930-х годов. В 1983 году Даниэль Онега тренировал эту команду, выступавшую в Примере Аргентины. По состоянию на 2013 год работал тренером молодёжных и юношеских команд в «Ривер Плейте».

## Титулы и достижения
- Чемпион Колумбии (1): 1978
- Вице-чемпион Аргентины (8): 1965, 1966, Насьональ 1968, Метрополитано 1969, Насьональ 1969, Метрополитано 1970, Метрополитано 1972, Насьональ 1973
- Финалист Кубка Либертадорес (1): 1966
- Лучший бомбардир Кубка Либертадорес (1): 1966 (17 голов)